# Regimini militantis Ecclesiae
Regimini militantis ecclesiae je papeška bula, ki jo je napisal papež Pavel III. 27. septembra 1540.
S to bulo je papež dal zadnjo potrditev za ustanovitev Družbe Jezusove oz. jezuitov, pri čemer je omejil njihovo število na 60.